# Jacques Sys
Jacques Sys  (Keulen, 13 december 1950) is een Vlaams sportjournalist.  Sinds september 1994 is hij hoofdredacteur van Sport/Voetbalmagazine en sinds 2012 ook van de Franstalige tegenhanger Sport Foot Magazine.

## Biografie
Sys studeerde aan de School voor Journalistiek in Utrecht. Hij begon zijn carrière als journalist in 1974 bij het toenmalige Sport 70. Sinds 1989 werkt hij voor Roularta. 

## Boeken
- De goden van Club Brugge, Roularta Books, 1995.
- De wielergoden van de lage landen, 1997.
- Trainerspraat, 2002.
- Top 1000 van de Belgische wielrenners, 2018.

- Gemeinsame Normdatei: 1218326441
- International Standard Name Identifier: 0000 0003 9422 3979
- Nederlandse Thesaurus van Auteursnamen: 143462482
- Virtual International Authority File: 288676432